# Internationale Cricket-Saison 1990/91
Die internationale Cricket-Saison 1990/91 fand zwischen September 1990 und April 1991 statt. Als Wintersaison wurden vorwiegend Heimspiele der Mannschaften aus Südasien, der Karibik und Ozeanien ausgetragen.

## Überblick

### Internationale Touren
| Beginn            | Heimteam               | Auswärtsteam | Resultate | Resultate | Artikel |
| Beginn            | Heimteam               | Auswärtsteam | Test      | ODI       | Artikel |
| ----------------- | ---------------------- | ------------ | --------- | --------- | ------- |
| 10. Oktober 1990  | Pakistan               | Neuseeland   | 3–0 [3]   | 3–0 [3]   | Artikel |
| 9. November 1990  | Pakistan               | West Indies  | 1–1 [3]   | 3–0 [3]   | Artikel |
| 23. November 1990 | Indien                 | Sri Lanka    | 1–0 [1]   | 2–1 [3]   | Artikel |
| 23. November 1990 | Australien             | England      | 3–0 [5]   |           | Artikel |
| 20. Dezember 1990 | Pakistan vs. Sri Lanka |              | 1–1 [2]   | Artikel   |         |
| 31. Januar 1991   | Neuseeland             | Sri Lanka    | 0–0 [3]   | 3–0 [3]   | Artikel |
| 9. Februar 1991   | Neuseeland             | England      |           | 2–1 [3]   | Artikel |
| 1. März 1991      | West Indies            | Australien   | 2–1 [5]   | 1–4 [5]   | Artikel |

### Internationale Turniere
| Beginn            | Turnier                              | Land       |
| ----------------- | ------------------------------------ | ---------- |
| 29. November 1990 | Benson & Hedges World Series 1990/91 | Australien |
| 25. Dezember 1990 | Asia Cup 1990                        | Indien     |

### Internationale Touren (Frauen)
| Beginn          | Heimteam   | Auswärtsteam | Resultate | Resultate | Artikel |
| Beginn          | Heimteam   | Auswärtsteam | WTest     | WODI      | Artikel |
| --------------- | ---------- | ------------ | --------- | --------- | ------- |
| 17. Januar 1991 | Australien | Neuseeland   |           | 2–1 [3]   | Artikel |
| 26. Januar 1991 | Australien | Indien       | 2–0 [3]   |           | Artikel |

## Nationale Meisterschaften
Aufgeführt sind die nationalen Meisterschaften der Full Member des ICC.
| Land                              | First-Class                     | List A                                     |
| --------------------------------- | ------------------------------- | ------------------------------------------ |
| Australien                        | Sheffield Shield 1990/91        | Federated Automobile Insurance Cup 1990/91 |
| Indien                            | Ranji Trophy 1990/91            | Wills Trophy 1990/91                       |
| Duleep Trophy 1990/91             | Deodhar Trophy 1990/91          |                                            |
| Irani Cup 1990/91                 |                                 |                                            |
| Neuseeland                        | Shell Trophy 1990/91            | Shell Cup 1990/91                          |
| Pakistan                          | Quaid-e-Azam Trophy 1990/91     | Wills Cup 1990/91                          |
| BCCP Patron’s Trophy 1990/91      | Wills Gold Flake League 1990/91 |                                            |
| Pentangular Trophy 1990/91        |                                 |                                            |
| Sri Lanka                         | Saravanamuttu Trophy 1990/91    | Hatna Trophy 1990/91                       |
| Singer President’s Trophy 1990/91 |                                 |                                            |
| Südafrika                         | Castle Currie Cup 1990/91       | Benson and Hedges Series 1990/91           |
| Howa Bowl 1990/91                 | Nissan Shield 1990/91           |                                            |
| West Indies                       | Red Stripe Cup 1990/91          | Geddes Grant Shield 1990/91                |